# William Congreve
William Congreve (Leeds, 1670. január 24. – London, 1729. január 19.) angol drámaíró és költő II. Jakab, II. Mária, Orániai Vilmos, Anna, I. György és II. György korában.

## Élete és munkássága
Leeds városa mellett született. Gyermekkorát Írországban töltötte, ahol lovag édesapja II. Károly uralkodása alatt telepedett le. Congreve a dublini Trinity Főiskolán tanult, ahol találkozott Jonathan Swifttel, akivel élethosszig tartó barátságot kötött. Miután megszerezte diplomáját, tanulmányait a londoni Middle Temple-ben folytatta jogászhallgatóként, ám sokkal inkább érdekelte az irodalom, a dráma és a divatos életmód. John Dryden tanonca lett.
William Congreve a 17. századi restauráció korának legnagyszerűbb színpadi műveit írta. Harmincéves korára már négy komédiát írt a (Love for Love) és az Így él a világ (The Way of the World) és egy tragédiát (The Mourning Bride).
Sajnos pályafutása olyan hirtelenséggel ért véget, ahogyan kezdődött. Népszerűsége jelentősen lecsökkent egy bizonyos Jeremy Collier puritán vallásosságtól fűtött kritikája után. Válaszul megírta az Amendments of Mr. Collier's False and Imperfect Citations című esszéjét. Ezután a politikai életbe vetette bele magát Whig-szimpatizánsként.
Congreve sohasem nősült meg, azonban híres volt néhány színésznővel és nemesasszonnyal folytatott románca.
1710-től köszvénnyel és szürke hályoggal küszködött. 1728-ban pedig súlyos balesetet szenvedett lovashintóval, amelyből már sosem épült fel teljesen. 1729 januárjában halt meg Londonban, és a Westminsteri apátság költőknek fenntartott részébe temették el.

## Művei
- The Old Bachelor (A vén agglegény) (1693)
- The Double Dealer (1693)
- Love for Love (Szerelem a szerelemért) (1695)
- The Mourning Bride (Gyászoló menyasszony) (1697)
- Így él a világ (The Way of the World, 1700)

## Magyarul
- Így él a világ. Vígjáték; ford., utószó, jegyz. Kéry László, versford. Gergely Ágnes; Európa, Bp., 1959 (Világirodalmi kiskönyvtár)
- Szerelmet szerelemért. Vígjáték, 1-2.; ford. Bárd Oszkárné; Színháztudományi Intézet, Bp., 1967 (Világszínház)

## Lásd még
- Angol irodalom